# Springfield M1903
Le Springfield M1903 est un fusil à verrou américain. D'abord fabriqué par l'arsenal du même nom, il a été ensuite produit par d'autres unités de fabrication (Remington Arms, Rockisland). Il fut adopté officiellement par les forces armées des États-Unis en 1903 où il restera en service jusqu'en 1957.

## Développement

### Contexte
Bien que les États-Unis remportent la guerre hispano-américaine en 1898, ce conflit met en évidence l’obsolescence des fusils Krag-Jørgensens M1892 et M1896 utilisés par les Américains. En effet, le Mauser M93 utilisé par les Espagnols offre une portée plus longue, une meilleure précision et se recharge plus rapidement par le recours à la lame-chargeur. Ces avantages permettent aux Espagnols d’infliger aux Américains des pertes disproportionnées, par exemple à la bataille de San Juan.
À la fin de la guerre, les Américains envisagent dans un premier temps une simple amélioration de leurs Krag-Jørgensens afin de leur permettre d’utiliser des lames-chargeurs, mais cela ne résout pas les problèmes de portée et de précision, qui sont liés aux meilleures performances de la cartouche de 7 × 57 mm Mauser par rapport à la .30-40 Krag. Par conséquent, il est finalement décidé de créer d’abord une nouvelle cartouche et à partir de là un nouveau fusil.

### Développement initial
Le développement débute donc avec la conception d’une nouvelle cartouche, qui est achevée en 1900. Celle-ci conserve le calibre de .30 et comporte une balle dont l’ogive est arrondie. Un fusil expérimental utilisant cette cartouche est conçu dans la foulée. Celui-ci copie en particulier le système de verrouillage de la culasse du Mauser Gewehr 98, élément dont la robustesse est indispensable pour employer une cartouche puissante, et peut être rechargé avec des lames-chargeurs. En dehors de ces points, l’arme reste plutôt similaire aux anciens Krag-Jørgensens et conserve notamment le système permettant de recharger manuellement sans utiliser le magasin de l’arme, l’idée étant de n’utiliser le magasin incorporé qu’en cas d’urgence.
Le prototype, parfois appelé M1900, est livré au département de la Guerre en août 1900 et les essais débutent en octobre à la Springfield Armory. Ceux-ci concluent que des améliorations sont encore nécessaires au niveau du système de rechargement, des cartouches et du magasin. Un nouveau prototype, le M1901, est produit et inclut des améliorations sur le système de rechargement ainsi qu’une baïonnette de type baguette, similaire à celle du Springfield M1889. Le plan initial est d’en fabriquer cinq mille exemplaires à faire entrer dans un premier temps en service de manière limitée, puis que la Springfield Armory fasse basculer sa chaîne de production du M1898 au M1901 dans le cas où les premiers retours seraient favorable. Ce plan se heurte toutefois à l’opposition du brigadier général William Crozier, chef du corps du matériel, qui considère peu pertinent de produire plusieurs milliers de fusils d’un modèle dont l’adoption définitive est incertaine. Il obtient ainsi que seulement cent exemplaires soient produits dans un premier temps pour faire l’objet d’essais de terrain par les troupes. Des variations dans la longueur du canon et le pas des rainures sont également introduites sur une partie de ces cent fusils, afin de pouvoir comparer différentes configuration et notamment la possibilité d’en faire une version carabine.
À partir de février 1903, le M1901 est présenté aux troupes dans des casernes dans tous les États-Unis. À l’issue de ces essais, il est décidé de raccourcir le canon de 30 pouces (76,2 cm) à 24 pouces (60,96 cm) afin que l’arme puisse être utilisée à la fois par l’infanterie et la cavalerie et pouvoir se passer d’une version carabine. De nombreuses autres modifications améliorant l’ergonomie et la fiabilité. La baïonnette de type baguette constitue toutefois un point d’achoppement : bien que considérée par beaucoup comme étant trop fragile et inefficace, elle est conservée, en augmentant seulement un peu son diamètre. La version modifiée du M1901 est finalement adoptée pour le service le 19 juin 1903 sous la désignation « United States Magazine Rifle, Model of 1903, Caliber .30 ».

## Production
La production débute au milieu de l’année 1903 à la Springfield Armory, dont la cible de production est d’abord de deux cent vingt-cinq, puis de quatre cents unités par jour. Une chaîne de production est également mise en place au Rock Island Arsenal, avec comme objectif de produire cent vingt-cinq M1903 par jour. De manière générale, la méthode de production est au début assez artisanale et privilégie la qualité sur la quantité : la production d’une culasse compte ainsi quarante étapes et elle est polie entièrement à la main, tandis que les canons sont fabriqués dans des ateliers dont les machines-outils sont actionnées par des moulins à eau. Malgré l’amélioration progressive des méthodes, la production reste ainsi modeste, 30 500 exemplaires ayant été produits à la Springfield Armory un an plus tard.

## Histoire opérationnelle
Le M1903 semble avoir été utilisé pour la première fois au combat au Philippines contre les Moros et notamment à la bataille de Bud Bagsak en juin 1913, bien qu’il soit possible qu’il ait déjà été utilisé l’année précédentes par les Marines lors de l’intervention au Nicaragua.
Il fut beaucoup employé pendant la Première Guerre mondiale, et fut aussi utilisé pendant la Seconde Guerre mondiale comme arme de parachutage pour les maquisards puis plus confidentiellement dans une version de précision qui fut développée pour les tireurs d'élite (M1903 A4) qui resta en service jusqu'en 1969.
Le mécanisme à répétition manuelle n'offrant qu'une cadence de tir réduite, l'armée américaine choisit le M1 Garand semi-automatique à chargeur (clip) de 8 cartouches conçu en 1936, qui lui fut préféré pendant la Seconde Guerre mondiale pour équiper l'infanterie.
Il a encore servi durant la guerre de Corée et la guerre du Viêt Nam.
Retiré du service en 1957, il est encore utilisé dans les années 2020 pour les cérémonies.

## Caractéristiques

### Disposition générale
Le Springfield M1903 est un fusil à culasse à verrou. Il compte quatre-vingt-treize pièces dans sa forme de 1917. Son canon mesure 24 pouces (60,96 cm) et est rainuré avec un taux de rotation d’un tour pour 8 pouces (20,32 cm).

### Munitions
La cartouche a évoluée à plusieurs reprises au cours de l’histoire du M1903. La cartouche développée avec le prototype M1900 est similaire à la .30-40 Krag et comprend une balle arrondie. Elle est modifiée lors du passage au M1901 avec la suppression du bourrelet à la base de l’étui, qui pose problème lors du chargement. Cette cartouche, la .30-03 Springfield, comprend une balle de 220 grains (14,26 g) et a une vitesse initiale de 700 m/s. La charge de poudre est ensuite réduite au début de l’année 1904 afin de réduire l’usure du canon, ce qui abaisse la vitesse initiale à 670 m/s.
La balle utilisée est toutefois d’une conception déjà dépassée par les progrès de l’aérodynamique au moment de son introduction. Cela entraîne le remplacement de la cartouche en octobre 1906 par la .30-06 Springfield, qui utilise une balle ogivale de 150 grains (9,71 g) et une poudre détériorant moins le canon. Plusieurs variations de la cartouche du modèle 1906 sont créés par la suite, celle utilisée pendant la Seconde Guerre mondiale étant la M2, dont la vitesse initiale est de 855 m/s et la portée maximale de 3 200 m. Outre la cartouche à balle chemisée standard, il existe également des cartouches à blanc, des cartouches inertes pour l’entraînement à la manipulation, des cartouches à balle perforante, à balle traçante et à balle incendiaire.

## Variantes
Le 1903 fut décliné en plusieurs versions. A1, A2, A3 et A4, selon le type de visée utilisée.
La crosse fut aussi déclinée en plusieurs versions A, B, C selon le type de poignée et de garde mains.
Ce fusil est très apprécié dans sa version A3, crosse C qui forme une paire parfaite pour le tir de précision, la visée à œilleton et la crosse pistolet étant l'association idéale sur ce fusil.